# إدوارد بورتون غليسون
إدوارد بورتون غليسون (بالإنجليزية: Edward Burton Gleeson)‏ هو فلاح أسترالي، ولد في 1803، وتوفي في 2 فبراير 1870.